# Anniganahalli, Arkalgud
Anniganahalli là một làng thuộc tehsil Arkalgud, huyện Hassan, bang Karnataka, Ấn Độ.